# Expéditions de recherche de Mallory et Irvine
 (novembre 2024).
Si vous disposez d'ouvrages ou d'articles de référence ou si vous connaissez des sites web de qualité traitant du thème abordé ici, merci de compléter l'article en donnant les références utiles à sa vérifiabilité et en les liant à la section « Notes et références ».
 (avril 2023).
Plusieurs expéditions de recherche de Mallory et Irvine sont menées en 1986, 1999, 2001, 2004, 2007 et 2010 afin de retrouver les restes de George Mallory et Andrew Irvine et de rassembler des preuves permettant de savoir si les deux alpinistes  ont été les premiers ou non à gravir le mont Everest après leur disparition près du sommet le 8 juin 1924.
La plupart des expéditions échouent mais certaines permettent de retrouver divers vestiges. En particulier, le corps de George Mallory est découvert lors de l'expédition de 1999. Des objets laissés par Andrew Irvine sont trouvés fortuitement en 1933 et en 2024. 

## Premières découvertes fortuites
Lors de sa tentative d'ascension pendant l'expédition britannique de 1933, Percy Wyn-Harris retrouve le piolet d'Irvine. Selon son témoignage, la zone est composée d'une dalle rocheuse inclinée à 30 degrés, recouverte de galets. Le chef de l'expédition Hugh Ruttledge déclare alors : « Nous avons naturellement porté une attention particulière au problème. Tout d'abord, il semble probable que le piolet se soit retrouvé sur la scène d'un accident mortel. […] sa présence semble indiquer qu'il a été accidentellement lâché au moment d'une chute ou que son propriétaire l'a déposé afin d'avoir les deux mains libres pour tenir la corde ».
En 1975, un alpiniste chinois du nom de Wang Hongbao rapporte à un alpiniste japonais avoir aperçu un « vieux corps d'alpiniste britannique », lors de l'expédition chinoise de 1960, près de l'endroit où est ultérieurement retrouvé le corps de George Mallory. La position du corps telle que décrite par cet alpiniste chinois ne paraît pas correspondre à la posture de celui de Mallory. De plus, sa mention d'une blessure à la joue ne correspond pas non plus à l'état de la dépouille de Mallory (atteint notamment d'une grave blessure au front). Ces différences laissent donc à penser que c'est le corps d'Andrew Irvine qui aurait été vu en 1960. Cet alpiniste chinois est emporté par une avalanche et disparaît dans une crevasse le lendemain de sa déclaration. L'information ne circule donc que par le bouche-à-oreille sans pouvoir être confirmée ; l'alpiniste japonais qui l'a recueillie en fait part à son tour à l'historien Tom Holzel. Elle est par la suite officiellement démentie par l'Association chinoise d'alpinisme (CMA) mais c'est notamment sur ce témoignage que se basent les recherches de 1999 qui conduisent à la découverte de George Mallory.

## Échec de l'expédition de 1986
Une première expédition de recherche a lieu en 1986, mais elle échoue en raison du mauvais temps.

## Expédition de 1999 et découverte du corps de Mallory
L'expédition a été organisée par le chef d'expédition de l'Everest Eric Simonson et conseillée par le chercheur Jochen Hemmleb, avec une équipe d'alpinistes venant de différents pays : États-Unis, Royaume-Uni et Allemagne. Les enquêtes de Hemmleb sur les rapports d'observations et les photographies antérieures l'avaient amené à identifier ce qu'il croyait être la zone dans laquelle se trouvait le corps d'Irvine, à une distance approximative en dessous de l'endroit où son piolet avait été trouvé par Percy Wyn-Harris lors de l'expédition dirigée par Hugh Ruttledge, en 1933. L'équipe espérait notamment trouver un appareil photo sur le corps d'Irvine, qui, si le duo avait réussi, aurait dû contenir une photo du sommet. Après avoir commencé les recherches le 1er mai 1999, Conrad Anker s'est écarté par erreur de sa trajectoire initiale, et est tombé par hasard nez à nez avec le corps de Mallory, mais pas celui d'Irvine,.
Le corps de Mallory était allongé face contre terre, les bras tendus, comme pour amortir une chute glissante, avec une jambe cassée et une grave blessure au crâne, mais tout en étant très bien conservé. Il semblait probable, au vu de ses blessures, qu'il avait été victime d'une chute alors qu'il était encordé à Irvine. Le corps n'était qu'à une heure ou deux de leur camp.
De nombreux artefacts ont été trouvés sur le corps, notamment un couteau de poche, un altimètre et des lunettes, mais pas d'appareil photo. Trois découvertes en particulier alimentent la spéculation :
- Tout d'abord, une paire de lunettes se trouvait dans la poche de Mallory, suggérant qu'il descendait la nuit lorsqu'il est tombé (bien qu'il ait pu en avoir une deuxième paire, arrachée lors de sa chute).
- Deuxièmement, sur une enveloppe, il avait noté les quantités d'oxygène dans chacun de leurs cylindres, chiffres qui suggèrent une légère possibilité que le couple ait pris trois cylindres lors de leur ascension finale, plutôt que deux comme on le croit généralement.
- Enfin, il avait été rapporté que Mallory emportait avec lui une photographie de sa femme bien-aimée Ruth qu'il prévoyait de placer au sommet en cas de succès ; elle n'a pas été trouvée parmi ses biens personnels restants.

L'équipe d'alpinistes a recouvert le corps de Mallory là où il gisait, sous des pierres.

## Expédition de 2001 et découverte des camps historiques
Au cours d'une deuxième expédition en 2001, la majeure partie de l'équipe de 1999 est revenue pour chercher de manière plus approfondie. De nombreuses découvertes ont été faites, y compris presque tous les camps d'avant la Seconde Guerre mondiale sur la montagne. Jake Norton et Brent Okita ont redécouvert le Camp VI de 1924, occupé pour la dernière fois par Mallory et Irvine. Finalement, l'équipe a abandonné sa recherche d'Irvine pour sauver plusieurs autres groupes d'escalade bloqués sur la montagne et en grande détresse. Parmi les victimes figuraient deux glaciologues chinois, trois alpinistes russes, un guide américain et son client guatémaltèque. Plusieurs des alpinistes souffraient d'un œdème cérébral de haute altitude, une condition dans laquelle la victime peut halluciner, perdre l'équilibre et finalement devenir incapable de marcher, en raison du manque d'oxygène dans le cerveau. Cette condition a entraîné de nombreux décès et blessures en alpinisme.[réf. nécessaire]

## Échec des expéditions de 2004, 2007 et 2010
Au début de 2004, Jake Norton et Dave Hahn sont retournés sur l'Everest avec une équipe de tournage et le soutien des Sherpas Danuru et Tashi pour chercher une fois de plus des traces d'Irvine et des réponses à ce qui est arrivé aux deux alpinistes en 1924. Alors que l'équipe a pu parcourir la bande jaune, la combinaison de son trop faible effectif et d'une météo défavorable a empêché toute nouvelle découverte[réf. nécessaire].
Au cours de cette même saison, des équipes de recherche du site web EverestNews étaient sur la montagne, ainsi qu'une expédition dirigée par Russell Brice, qui comprenait Graham Hoyland (petit-neveu de Howard Somervell et membre de l'expédition de recherche Mallory et Irvine de 1999)[réf. nécessaire].
En 2007, l'expédition Altitude Everest dirigée par Conrad Anker, qui avait retrouvé le corps de Mallory, a une nouvelle fois tenté de retracer les derniers pas de Mallory.[réf. nécessaire]
Jochen Hemmleb a mené une autre expédition de recherche en 2010 et a examiné une zone non encore investiguée sur la crête nord-est, en particulier près d'un élément appelé The Warts, les verrues. Rien de marquant n'a été découvert.[réf. nécessaire]

## Découverte fortuite de restes d'Irvine en 2024
À l'automne 2024, une expédition du National Geographic composée de Jimmy Chin, Erich Roepke et Mark Fisher part pour l'Everest avec l'intention de skier la face nord. Ils découvrent d'abord une bouteille d'oxygène, sur laquelle est inscrite la date 1933, appartenant à l'expédition britannique qui avait découvert le piolet d'Andrew Irvine cette année-là. Quelques jours plus tard, Erich Roepke découvre une chaussure sur le glacier, dans laquelle se trouve une chaussette qui porte l'inscription "AC IRVINE". Les initiales du prénom d'Irvine sont en effet AC, pour Andrew Comyn (il était habituellement appelé Sandy mais il s'agissait seulement de son surnom). Jimmy Chin explique que « c’est la première preuve réelle de l’endroit où Sandy a fini ». L'équipe effectue un prélèvement ADN, destiné à être comparé avec des échantillons des descendants d'Irvine.